# Al-Maqqarī
Abū l-ʿAbbās Ahmad ibn Muhammad al-Maqqarī (arabisch أبو العباس أحمد بن محمد المقري, DMG Abū l-ʿAbbās Aḥmad ibn Muḥammad al-Maqqarī; geb. vor 1591 (nach anderen Angaben: 1577) in Tlemcen (heutiges Algerien); gest. Januar 1632 in Kairo; vollständiger Name: Schihab ad-Din Abu l-Abbas Ahmad ibn Muhammad ibn Ahmad ibn Yahya al-Quraschi / شهاب الدين أبوالعباس أحمد ابن محمد ابن أحمد ابن يحيى القرشي / Šihāb ad-Dīn Abū l-ʿAbbās Aḥmad b. Muḥammad b. Yaḥyā al-Qurašī) war ein arabischer Historiker und islamischer Gelehrt aschʿaritischer Ausrichtung.

## Leben
Al-Maqqari zog mehrmals zwischen den marokkanischen Städten Fès und Marrakesch hin und her, um vor dem Bürgerkrieg der saadischen Sultane zu fliehen. Im Jahre 1618 pilgerte er auch nach Mekka.

## Werke
- Sein größtes Werk ist Nafḥ aṭ-ṭīb min ġuṣn al-Andalus ar-raṭīb wa-ḏikr wazīri-hā Lisān ad-Dīn Ibn al-Ḫaṭīb („Wohlgeruch vom frischen Zweig Andalusiens und Lebensbeschreibung seines Wesirs, Lisān ad-Dīn ibn al-Chatīb“), das in zwei Teile geteilt ist. Der erste Teil stellt eine Sammlung von Texten mehrerer Autoren über die Geschichte der Muslime auf der Iberischen Halbinsel dar und wurde von William Wright, Christoph Krehl, Reinhart Dozy und Gustave Dugat zwischen 1855 und 1861 unter dem Titel Analectes sur l'histoire et la littérature des Arabes d'Espagne ediert.[3] Der zweite Teil ist die Biographie des Historikers, Literaten und wichtigsten Wesirs von Granada, Ibn al-Chaṭīb (1313–1374). Das Gesamtwerk wurde 1863 in Bulaq und 1885 in Kairo veröffentlicht. Moderne arabische Ausgaben des Werks umfassen acht Bände. Pascual Gayangos y Arce übersetzte das Werk unter dem Titel The History of the Mohammedan Dynasties in Spain ins Englische.[4]
- das 500 Verse umfassende Lehrgedicht Iḍāʾat ad-duǧunna fī iʿtiqād ahl as-sunna, das die Glaubenslehre der Sunniten darzustellen beansprucht.[5] Es ist stark auf den aschʿaritischen Kalām ausgerichtet, ist häufig kommentiert worden und bis heute in Mauretanien Teil des Lehrplans.[6]